# 鵤誠司
鵤 誠司（いかるが せいじ、1994年1月8日 - ）は、日本のバスケットボール選手である。ポジションはポイントガード。宇都宮ブレックス所属。
2021-2022 CS 宇都宮ブレックス　優勝
CSファイナルMVP受賞

## 来歴
福岡県出身。2009年、福岡第一高校に進学。2年生時の2010年ウインターカップと3年生時の2011年インターハイで準優勝した。
2012年、青山学院大学に進学。1年生時の2012年インカレで準優勝、2年生時の2013年インカレは3位となった。
3年生時の2015年3月をもって大学を中退。6月に佐古賢一ヘッドコーチが率いるNBLの広島ドラゴンフライズと契約した。入団1年目の2015-16シーズンから出場55試合中54試合でスターターを務めた。
翌2016-17シーズンもNBLとbjリーグが統合して発足した新リーグ・ジャパン・プロフェッショナル・バスケットボールリーグ（Bリーグ）において、2部（B2)所属となった広島と契約を更新した。
2017年7月栃木ブレックスへの移籍を発表した。

## 日本代表歴
2013年、第27回ユニバーシアード競技大会に出場。
2016年12月、2020年東京オリンピックに向けた日本代表候補重点強化選手に初選出された。

## 記録
| シーズン    | チーム | GP | GS | MPG  | FG%  | 3P%  | FT%  | RPG | APG | SPG | BPG | TO  | PPG |
| ----------- | ------ | -- | -- | ---- | ---- | ---- | ---- | --- | --- | --- | --- | --- | --- |
| NBL 2015-16 | 広島   | 55 | 54 | 31.3 | .330 | .417 | .676 | 2.7 | 3.3 | 1.6 | 0.3 | 2.3 | 7.8 |
| B2 2016-17  | 広島   |    |    |      |      |      |      |     |     |     |     |     |     |
| B1 2017-18  | 栃木   |    |    |      |      |      |      |     |     |     |     |     |     |